# 科札德佩清真寺
科札德佩清真寺是土耳其首都安卡拉最大的清真寺，建于1967-1987年，有4个叫拜楼，可容纳24,000人礼拜，是世界最大的清真寺之一。其建筑灵感来自埃迪尔内的塞利米耶清真寺，以及伊斯坦布尔的塞札特清真寺和蘇丹艾哈邁德清真寺。